# XVIII округ (Будимпешта)
XVIII округ (мађ. XVIII. kerület) или Пештсентлеринц-Пештсентимре (мађ. Pestszentlőrinc‑Pestszentimre) је један од 23 округа Будимпеште.
У овом округу се налази „Међународни аеродром Франц Лист“.